# Karel Kosík
Karel Kosik (26 de Junho de 1926 – 11 de Fevereiro de 2003) foi um militante e filósofo marxista de origem tcheca. É um dos discípulos de Georg Lukács. Uma das suas principais e notáveis obras é o livro Dialética do Concreto, publicado em 1963.
De 1 de setembro de 1943 até sua prisão pela Gestapo em 17 de novembro de 1944, durante a ocupação nazista da Tchecoslováquia, ele participou de um grupo comunista de resistência antinazi chamado "Předvoj" (A Vanguarda) e foi um editor-chefe de um jornal ilegal "Boj mladých" (A luta da juventude). Após a sua prisão Kosík foi acusado de alta traição. De 30 de janeiro até 5 de maio 1945 ele foi permaneceu preso no campo de concentração de Theresienstadt.
De 1945 a 1947, Kosík estudou filosofia e sociologia na Universidade Carolina de Praga. Nos anos 1947-1949 ele também participou de cursos na Universidade de Leningrado e na Universidade de Moscou na URSS. Em 1963 ele publicou sua obra Dialética do Concreto, onde trabalha diversas categorias marxistas em termos de uma fenomenologia humanista, que lhe valeu uma reputação internacional como um dos mais importantes filósofos do marxismo humanista. Durante a "Primavera de Praga" de 1968 Kosík foi uma das principais vozes do socialismo democrático (juntamente com Ivan Svitak, outro marxista humanista proeminente da Tchecoslováquia). Este engajamento político levou à demissão de Kosík do trabalho universitário em 1970, após o final do período de democratização. Ele permaneceu desempregado até 1990, quando retornou à vida pública intelectual como um dos poucos críticos sociais proeminentes de esquerda na Europa Central.